# 10% roll, 10% romance
「10% roll, 10% romance」（テンパーセント・ロール、テンパーセント・ロマンス）は、UNISON SQUARE GARDENの11thシングル。2017年8月9日にトイズファクトリーより発売された。

## 概要
前作「シュガーソングとビターステップ」より約2年3ヶ月ぶりであり、アルバム『Dr.Izzy』リリース後、初のシングルである。
表題曲は、テレビアニメ『ボールルームへようこそ』第1クールオープニングテーマ 。
作詞作曲を担当したベースの田淵曰く、「このアニメのOPの画に備わっててほしいのは『実写でぎりぎり表現できないぐらいの速さ』だった」為、細かくBPMをトライしながら作られている。軽快に爽快にあまりにもポップで、UNISON SQUARE GARDENのすべてが詰まった楽曲となっている。
カップリング曲の「RUNNERS HIGH REPRISE」は田淵が敬愛するthe pillowsへの尊敬を込めた楽曲であり、2017年1月に行われたthe pillows主催の対バン企画にUNISON SQUARE GARDENが出演した際、ピロウズのボーカルである山中さわおが田淵にかけた言葉をきっかけに作られ披露された楽曲である。ピロウズの楽曲を彷彿とさせるフレーズが曲中の随所に配置されているため、歌詞カードのスタッフクレジットにはthe pillowsの名前が表記されている。「flat song」は、優しい音像のミディアムナンバー。
また初回限定盤に付属のライブCDには、2017年6月7日にZepp Tokyoで行われた自主企画ライブ「fun time HOLIDAY 6」東京公演で録音したライブ音源12曲を収録。
ライブの定番曲から最新アルバム「Dr.Izzy」収録曲、さらに2月にリリースした配信限定シングル「Silent Libre Mirage」のライブ音源も収録。
MV中に登場し、ダンスをしている赤と白の2足の靴は、実際にタップダンサーに踊ってもらった様子をキャプチャし、VFXで靴のみがダンスをしているかのように表現されている。
アートワーク (ディスクジャケット) は青地に黒線で、モンキーレンチ (裏側、左回転側) と六角ボルト (部品)、右回転を示す矢印、及び、右下に〇の中に10％とUSGをデザインしたものが描かれている。
また、描かれているモンキーレンチは、矢印（右回転）に対し工具として間違った回転方向（左回転側）で描かれている。

## 収録曲

### Disc1
| 全作詞・作曲: 田淵智也、全編曲: UNISON SQUARE GARDEN。 |                                                                                    |          |            |      |
| #                                                      | タイトル                                                                           | 作詞     | 作曲・編曲 | 時間 |
| 1.                                                     | 「10% roll, 10% romance」(テレビアニメ『ボールルームへようこそ』第1クールOPテーマ) | 田淵智也 | 田淵智也   | 4:39 |
| 2.                                                     | 「RUNNERS HIGH REPRISE」                                                           | 田淵智也 | 田淵智也   | 4:29 |
| 3.                                                     | 「flat song」                                                                      | 田淵智也 | 田淵智也   | 4:03 |
| 合計時間:                                              | 合計時間:                                                                          | 13:11    |            |      |

### Disc2（初回限定盤のみ）
| #         | タイトル                                 | 作詞  | 作曲・編曲 | 時間 |
| --------- | ---------------------------------------- | ----- | ---------- | ---- |
| 1.        | 「フライデイノベルス」                   |       |            | 3:09 |
| 2.        | 「Silent Libre Mirage」                  |       |            | 3:45 |
| 3.        | 「桜のあと (all quartets lead to the?)」 |       |            | 4:46 |
| 4.        | 「プロトラクト・カウントダウン」         |       |            | 3:55 |
| 5.        | 「instant EGOIST」                       |       |            | 3:50 |
| 6.        | 「オリオンをなぞる」                     |       |            | 4:29 |
| 7.        | 「光のどけき春の日に」                   |       |            | 6:29 |
| 8.        | 「デイライ協奏楽団」                     |       |            | 5:02 |
| 9.        | 「フルカラープログラム」                 |       |            | 4:15 |
| 10.       | 「徹頭徹尾夜な夜なドライブ」             |       |            | 4:37 |
| 11.       | 「天国と地獄」                           |       |            | 3:54 |
| 12.       | 「mix juiceのいうとおり」                |       |            | 4:58 |
| 合計時間: | 合計時間:                                | 50:20 |            |      |